# Moroteuthis knipovitchi
Moroteuthis knipovitchi är en bläckfiskart som beskrevs av Filippova 1972. Moroteuthis knipovitchi ingår i släktet Moroteuthis och familjen Onychoteuthidae. Inga underarter finns listade i Catalogue of Life.